# Nutetes
Nutetes (Nuthetes) – niepewny rodzaj teropoda, którego skamieliny znaleziono w Wealden (Anglia). Pochodzą one z berriasu (wczesna kreda) i składają się z zębów oraz fragmentów szczęki. Zwierzę to było w przeszłości uznawane za jaszczurkę, krokodyla bądź młodego megalozaura (w czasach sformułowania tej teorii megalozaur był „taksonem workiem”, do którego klasyfikowano wszystkie znalezione teropody). Z badań przeprowadzonych przez Angelę Milner (2002) wynika, że Nuthetes to dromeozaur z podrodziny Velociraptorinae, na co wskazują charakterystyczne cechy budowy zębów. W późniejszej publikacji Rauhut, Milner i Moore-Fay (2010) zalecili jednak ostrożność przy klasyfikacji jurajskich i wczesnokredowych teropodów znanych wyłącznie lub głównie z zębów jako przedstawicieli dromeozaurów. Autorzy wskazali, że zęby jurajskiego celurozaura Proceratosaurus są bardzo podobne do zębów niektórych dromeozaurów, m.in. do zębów welociraptora; na obecnym etapie badań nie można zatem wykluczyć, że domniemane zęby jurajskich i wczesnokredowych dromeozaurów, w tym Nuthetes, są w istocie zębami proceratozaura lub pokrewnych mu teropodów.
Jeśli Nuthetes jest dromeozaurem, to byłby on pierwszym przedstawicielem rodziny, którego szczątki odkryto w Europie. Do tego rodzaju należy tylko jeden gatunek – N. destructor. Nazwa rodzajowa tego dinozaura pochodzi od greckiego słowa nouthetetes oznaczające „tego, który ostrzega” lub warana (zęby tego teropoda wykazują podobieństwo do zębów współczesnych waranów).